# Andrei Kurkov
Andrei Kurkov (în ucraineană Андрій Юрійович Курков, transliterat: Andrii Iuriiovîci Kurkov; în rusă Андрей Юрьевич Курков, transliterat: Andrei Iurievici Kurkov; n. 23 aprilie 1961, Budogoșci⁠(d), Kirishsky District⁠(d), RSFS Rusă, URSS) este un scriitor, profesor și regizor ucrainean de limbă rusă și ucraineană.

## Opere

### Romane (selective)
Este autorul a 18 romane și a șapte cărți pentru copii.
- Moartea pinguinului, Editura Curtea Veche, Bucuresti, 2009, ISBN 973-669-209-4
- Legea melcului, Editura Curtea Veche, Bucuresti, 2009, ISBN 978-973-669-480-6
- Prieten drag, tovaras al raposatului (Мuлыǔ дpyг, тoвapuщ пoкoǔнuкa, 2001), Editura Curtea Veche, Bucuresti, 2012, ISBN  9789736698224
- Ultima iubire a presedintelui (Последняя любовь президента, 2004), Editura Curtea Veche, Bucuresti, 2009, ISBN 9789736697500

### Scenarii
- (Исход, 1990)
- The Pit, (Яма, 1991, Dramă)
- (Воскресный побег, 1992)
- (Ночь о любви, 1992)
- (Елисейские поля, 1993, Melodramă)
- (Смерть постороннего, 1996)
- A friend of the deceased (Приятель покойника, 1997)